# Tenis en 2024
Esta página muestra todos los Torneos celebrados en el Tenis en 2024.

## ATP Tour[1]
El ATP World Tour 2024 es el circuito de la élite mundial del tenis profesional organizado por la Asociación de Tenistas Profesionales (ATP) para la temporada 2024. El calendario del ATP Tour está comprendido por los 4 Torneos de Grand Slam (supervisado por la Federación Internacional de Tenis (ITF), los Torneos que comprenden el ATP Masters 1000, el ATP 500, el ATP 250, la Copa Davis (organizado por la ITF) y las ATP Finals.

### ATP Masters 1000
El ATP Masters 1000 será un conjunto de 9 torneos de tenis que forman parte del tour de la Asociación de Tenistas Profesionales (ATP), celebrados anualmente a través de todo el año en Europa, Norteamérica y Asia. La serie constituye en los más prestigiosos torneos en el tenis masculino después de los 4 Torneos de Grand Slam y las ATP Finals.
| Semana del       | Torneo       | También conocido como        | Superficie    | Campeón                            | Finalista                          | Resultado           |
| ---------------- | ------------ | ---------------------------- | ------------- | ---------------------------------- | ---------------------------------- | ------------------- |
| Individuales     |              |                              |               |                                    |                                    |                     |
| 4 de marzo       | Indian Wells | BNP Paribas Open             | Dura          | Carlos Alcaraz                     | Daniil Medvédev                    | 7-6(7-5), 6-1       |
| 18 de marzo      | Miami        | Miami Open presented by Itaú | Dura          | Jannik Sinner                      | Grigor Dimitrov                    | 6-3, 6-1            |
| 8 de abril       | Montecarlo   | Rolex Monte-Carlo Masters    | Tierra batida | Stefanos Tsitsipas                 | Casper Ruud                        | 6-1, 6-4            |
| 22 de abril      | Madrid       | Mutua Madrid Open            | Tierra batida | Andrey Rublev                      | Félix Auger-Aliassime              | 4-6, 7-5, 7-5       |
| 6 de mayo        | Roma         | Internazionali BNL d'Italia  | Tierra batida | Alexander Zverev                   | Nicolás Jarry                      | 6-4, 7-5            |
| 5 de agosto      | Toronto      | National Bank Open           | Dura          | Alexei Popyrin                     | Andrey Rublev                      | 6-2, 6-4            |
| 12 de agosto     | Cincinnati   | Western & Southern Open      | Dura          | Jannik Sinner                      | Frances Tiafoe                     | 7-6(7-4), 6-2       |
| 30 de septiembre | Shanghái     | Rolex Shanghai Masters       | Dura          | Jannik Sinner                      | Novak Djokovic                     | 7-6(7-4), 6-3       |
| 28 de octubre    | París        | BNP Paribas Masters          | Dura (i)      | Alexander Zverev                   | Ugo Humbert                        | 6-2, 6-2            |
| ATP Finals       |              |                              |               |                                    |                                    |                     |
| 10 de noviembre  | Londres      | Nitto ATP Finals             | Dura (i)      | Jannik Sinner                      | Taylor Fritz                       | 6-4, 6-4            |
| Dobles           |              |                              |               |                                    |                                    |                     |
| Semana del       | Torneo       | También conocido como        | Superficie    | Campeones                          | Finalistas                         | Resultado           |
| 4 de marzo       | Indian Wells | BNP Paribas Open             | Dura          | Wesley Koolhof Nikola Mektić       | Marcel Granollers Horacio Zeballos | 7-6(7-2), 7-6(7-4)  |
| 18 de marzo      | Miami        | Miami Open presented by Itaú | Dura          | Rohan Bopanna Matthew Ebden        | Ivan Dodig Austin Krajicek         | 6-7(3), 6-3, [10-6] |
| 8 de abril       | Montecarlo   | Rolex Monte-Carlo Masters    | Tierra batida | Sander Gillé Joran Vliegen         | Marcelo Melo Alexander Zverev      | 5-7, 6-3, [10-5]    |
| 22 de abril      | Madrid       | Mutua Madrid Open            | Tierra batida | Sebastian Korda Jordan Thompson    | Ariel Behar Adam Pavlásek          | 6-3, 7-6(9-7)       |
| 6 de mayo        | Roma         | Internazionali BNL d'Italia  | Tierra batida | Marcel Granollers Horacio Zeballos | Marcelo Arévalo Mate Pavić         | 6-2, 6-2            |
| 5 de agosto      | Toronto      | National Bank Open           | Dura          | Marcel Granollers Horacio Zeballos | Rajeev Ram Joe Salisbury           | 6-2, 7-6(7-4)       |
| 12 de agosto     | Cincinnati   | Western & Southern Open      | Dura          | Marcelo Arévalo Mate Pavić         | Mackenzie McDonald Alex Michelsen  | 6-2, 6-4            |
| 30 de septiembre | Shanghái     | Rolex Shanghai Masters       | Dura          | Wesley Koolhof Nikola Mektić       | Máximo González Andrés Molteni     | 6-4, 6-4            |
| 28 de octubre    | París        | BNP Paribas Masters          | Dura (i)      | Wesley Koolhof Nikola Mektić       | Lloyd Glasspool Adam Pavlásek      | 3-6, 6-3, [10-5]    |
| ATP Finals       |              |                              |               |                                    |                                    |                     |
| 10 de noviembre  | Turín        | Nitto ATP Finals             | Dura (i)      | Kevin Krawietz Tim Puetz           | Marcelo Arévalo Mate Pavić         | 7-6(7-5), 7-6(8-6)  |

### ATP Tour 500
El ATP World Tour 500 es un conjunto de 13 torneos de tenis que forman parte del tour de la Asociación de Tenistas Profesionales (ATP), celebrados anualmente a través de todo el año en Europa, Norteamérica y Asia. La serie constituye en los más prestigiosos torneos en el tenis masculino después de los 4 Torneos de Grand Slam, el Nitto ATP Finals y el ATP World Tour Masters 1000.
| Semana del       | Torneo         | También conocido como                   | Superficie    | Campeón                              | Finalista                            | Resultado               |
| ---------------- | -------------- | --------------------------------------- | ------------- | ------------------------------------ | ------------------------------------ | ----------------------- |
| Individuales     |                |                                         |               |                                      |                                      |                         |
| 12 de febrero    | Róterdam       | ABN AMRO World Tennis Tournament        | Dura (i)      | Jannik Sinner                        | Álex de Miñaur                       | 7-5, 6-4                |
| 19 de febrero    | Río de Janeiro | Rio Open presented by Claro             | Tierra batida | Sebastián Báez                       | Mariano Navone                       | 6-2, 6-1                |
| 26 de febrero    | Dubái          | Dubai Duty Free Tennis Championships    | Dura          | Ugo Humbert                          | Aleksandr Búblik                     | 6-4, 6-3                |
| 26 de febrero    | Acapulco       | Abierto Mexicano Telcel                 | Dura          | Álex de Miñaur                       | Casper Ruud                          | 6-4, 6-4                |
| 15 de abril      | Barcelona      | Barcelona Open Banc Sabadell            | Tierra batida | Casper Ruud                          | Stefanos Tsitsipas                   | 7-5, 6-3                |
| 17 de junio      | Halle          | Noventi Open                            | Césped        | Jannik Sinner                        | Hubert Hurkacz                       | 7-6(8), 7-6(2)          |
| 17 de junio      | Queen's        | Fever-Tree Championships                | Césped        | Tommy Paul                           | Lorenzo Musetti                      | 6-1, 7-6(8)             |
| 15 de julio      | Hamburgo       | Bet-At-Home Open                        | Tierra batida | Arthur Fils                          | Alexander Zverev                     | 6-3, 3-6, 7-6(1)        |
| 29 de julio      | Washington     | Citi Open                               | Dura          | Sebastian Korda                      | Flavio Cobolli                       | 4-6, 6-2, 6-0           |
| 23 de septiembre | Pekín          | China Open                              | Dura          | Carlos Alcaraz                       | Jannik Sinner                        | 6-7(6-8), 6-4, 7-6(7-3) |
| 23 de septiembre | Tokio          | Rakuten Japan Open Tennis Championships | Dura          | Arthur Fils                          | Ugo Humbert                          | 5-7, 7-6(8-6), 6-3      |
| 21 de octubre    | Viena          | Erste Bank Open                         | Dura (i)      | Jack Draper                          | Karen Khachanov                      | 6-4, 7-5                |
| 21 de octubre    | Basilea        | Swiss Indoors Basel                     | Dura (i)      | Giovanni Mpetshi Perricard           | Ben Shelton                          | 6-4, 7-6(4)             |
| Dobles           |                |                                         |               |                                      |                                      |                         |
| Semana del       | Torneo         | También conocido como                   | Superficie    | Campeones                            | Finalistas                           | Resultado               |
| 12 de febrero    | Róterdam       | ABN AMRO World Tennis Tournament        | Dura (i)      | Wesley Koolhof Nikola Mektić         | Robin Haase Botic van de Zandschulp  | 6-3, 7-5                |
| 19 de febrero    | Río de Janeiro | Rio Open presented by Claro             | Tierra batida | Nicolás Barrientos Rafael Matos      | Alexander Erler Lucas Miedler        | 6-4, 6-3                |
| 26 de febrero    | Dubái          | Dubai Duty Free Tennis Championships    | Dura          | Tallon Griekspoor Jan-Lennard Struff | Ivan Dodig Austin Krajicek           | 6-4, 4-6, [10-6]        |
| 26 de febrero    | Acapulco       | Abierto Mexicano Telcel                 | Dura          | Hugo Nys Jan Zieliński               | Santiago González Neal Skupski       | 6-3, 6-2                |
| 15 de abril      | Barcelona      | Barcelona Open Banc Sabadell            | Tierra batida | Máximo González Andrés Molteni       | Hugo Nys Jan Zieliński               | 4-6, 6-4, [11-9]        |
| 17 de junio      | Halle          | Noventi Open                            | Césped        | Simone Bolelli Andrea Vavassori      | Kevin Krawietz Tim Puetz             | 7-6(7-3), 7-6(7-5)      |
| 17 de junio      | Quenn's        | Fever-Tree Championships                | Césped        | Neal Skupski Michael Venus           | Taylor Fritz Karen Khachanov         | 4-6, 7-6(5), [10-8]     |
| 15 de julio      | Hamburgo       | Bet-At-Home Open                        | Tierra batida | Kevin Krawietz Tim Puetz             | Fabien Reboul Édouard Roger-Vasselin | 7-6(8), 6-2             |
| 29 de julio      | Washington     | Citi Open                               | Dura          | Nathaniel Lammons Jackson Withrow    | Rafael Matos Marcelo Melo            | 7-5, 6-3                |
| 23 de septiembre | Pekín          | China Open                              | Dura          | Simone Bolelli Andrea Vavassori      | Harri Heliövaara Henry Patten        | 4-6, 6-3, [10-5]        |
| 23 de septiembre | Tokio          | Rakuten Japan Open Tennis Championships | Dura          | Julian Cash Lloyd Glasspool          | Ariel Behar Robert Galloway          | 6-4, 4-6, [12-10]       |
| 21 de octubre    | Viena          | Erste Bank Open                         | Dura (i)      | Alexander Erler Lucas Miedler        | Neal Skupski Michael Venus           | 4-6, 6-3, [10-1]        |
| 21 de octubre    | Basilea        | Swiss Indoors Basel                     | Dura (i)      | Jamie Murray John Peers              | Wesley Koolhof Nikola Mektić         | 6-3, 7-5                |

## WTA Tour[2]
El WTA Tour 2024 es la élite mundial del tenis femenino profesional organizado por la Women's Tennis Association (WTA) para la temporada 2024. El calendario de la WTA Tour 2024 comprende los 4 Torneos de Grand Slam (supervisados por la Federación Internacional de Tenis (ITF)), los WTA 1000 , WTA 500 y los WTA 250, la Copa Billie Jean King (organizada por la ITF) y los campeonatos de fin de Año (el WTA Tour Championships y el WTA Elite Trophy).

#### WTA 1000
Los WTA 1000 es un conjunto de 10 torneos de tenis que forman parte del tour de la Asociación de la Women's Tennis Association (WTA), celebrados anualmente a través de todo el año en Europa, Norteamérica y Asia, además de que son los que reparten mayor dinero en la categoría por ser los más importantes solo por detrás de los 4 Torneos de Grand Slam y el WTA Finals.
| Semana del       | Torneo       | También conocido como        | Superficie    | Campeona                           | Finalista                           | Resultado             |
| ---------------- | ------------ | ---------------------------- | ------------- | ---------------------------------- | ----------------------------------- | --------------------- |
| Individuales     |              |                              |               |                                    |                                     |                       |
| 12 de febrero    | Catar        | Qatar Total Energies Open    | Dura          | Iga Świątek                        | Elena Rybakina                      | 7-6(10-8), 6-2        |
| 19 de febrero    | Dubái        | Dubái Tennis Championships   | Dura          | Jasmine Paolini                    | Anna Kalinskaya                     | 4-6, 7-5, 7-5         |
| 4 de marzo       | Indian Wells | BNP Paribas Open             | Dura          | Iga Świątek                        | María Sákkari                       | 6-4, 6-0              |
| 18 de marzo      | Miami        | Miami Open presented by Itaú | Dura          | Danielle Collins                   | Elena Rybakina                      | 7-5, 6-3              |
| 22 de abril      | Madrid       | Mutua Madrid Open            | Tierra batida | Iga Świątek                        | Aryna Sabalenka                     | 7-5, 4-6, 7-6(9-7)    |
| 6 de mayo        | Roma         | Internazionali BNL d'Italia  | Tierra batida | Iga Świątek                        | Aryna Sabalenka                     | 6-2, 6-3              |
| 5 de agosto      | Montreal     | National Bank Open           | Dura          | Jessica Pegula                     | Amanda Anisimova                    | 6-3, 2-6, 6-1         |
| 12 de agosto     | Cincinnati   | Western & Southern Open      | Dura          | Aryna Sabalenka                    | Jessica Pegula                      | 6-3, 7-5              |
| 23 de septiembre | Pekín        | China Open                   | Dura          | Coco Gauff                         | Karolína Muchová                    | 6-1, 6-3              |
| 7 de octubre     | Wuhan        | Wuhan Open                   | Dura          | Aryna Sabalenka                    | Zheng Qinwen                        | 6-3, 5-7, 6-3         |
| WTA Finals       |              |                              |               |                                    |                                     |                       |
| 2 de noviembre   | WTA Finals   | WTA Finals                   | Dura (i)      | Coco Gauff                         | Zheng Qinwen                        | 3-6, 6-4, 7-6(7-2)    |
| Dobles           |              |                              |               |                                    |                                     |                       |
| Semana del       | Torneo       | También conocido como        | Superficie    | Campeonas                          | Finalistas                          | Resultado             |
| 12 de febrero    | Catar        | Qatar Total Energies Open    | Dura          | Demi Schuurs Luisa Stefani         | Caroline Dolehide Desirae Krawczyk  | 6-4, 6-2              |
| 19 de febrero    | Dubái        | Dubái Tennis Championships   | Dura          | Storm Hunter Kateřina Siniaková    | Nicole Melichar Ellen Perez         | 6-4, 6-2              |
| 4 de marzo       | Indian Wells | Indian Wells                 | Dura          | Su-wei Hsieh Elise Mertens         | Storm Hunter Kateřina Siniaková     | 6-3, 6-4              |
| 18 de marzo      | Miami        | Miami Open presented by Itaú | Dura          | Sofia Kenin Bethanie Mattek-Sands  | Gabriela Dabrowski Erin Routliffe   | 4-6, 6-7(5-7), [11-9] |
| 22 de abril      | Madrid       | Mutua Madrid Open            | Tierra batida | Cristina Bucșa Sara Sorribes       | Barbora Krejčíková Laura Siegemund  | 6-0, 6-2              |
| 6 de mayo        | Roma         | Internazionali BNL d'Italia  | Tierra batida | Sara Errani Jasmine Paolini        | Coco Gauff Erin Routliffe           | 6-3, 4-6, [10-8]      |
| 5 de agosto      | Toronto      | National Bank Open           | Dura          | Caroline Dolehide Desirae Krawczyk | Gabriela Dabrowski Erin Routliffe   | 7-6(7-2), 3-6, [10-7] |
| 12 de agosto     | Cincinnati   | Western & Southern Open      | Dura          | Asia Muhammad Erin Routliffe       | Leylah Fernandez Yulia Putintseva   | 3-6, 6-1, [10-4]      |
| 23 de septiembre | Pekín        | China Open                   | Dura          | Sara Errani Jasmine Paolini        | Chan Hao-ching Veronika Kudermetova | 6-4, 6-4              |
| 7 de octubre     | Wuhan        | Wuhan Open                   | Dura          | Anna Danilina Irina Khromacheva    | Asia Muhammad Jessica Pegula        | 6-3, 7-6(6)           |
| WTA Finals       |              |                              |               |                                    |                                     |                       |
| 2 de noviembre   | WTA Finals   | WTA Finals                   | Dura (i)      | Gabriela Dabrowski Erin Routliffe  | Kateřina Siniaková Taylor Townsend  | 7-5, 6-3              |

#### WTA 500
Los WTA 500 es un conjunto de torneos de tenis que forman parte del tour de la Asociación de la Women's Tennis Association (WTA), celebrados anualmente a través de todo el año en Europa, Norteamérica y Asia, a la serie constituye en los más prestigiosos torneos en el tenis masculino después de los 4 Torneos de Grand Slam, las WTA Finals y los WTA 1000.
| Semana del       | Torneo      | También conocido como           | Superficie        | Campeona                            | Finalista                             | Resultado             |
| ---------------- | ----------- | ------------------------------- | ----------------- | ----------------------------------- | ------------------------------------- | --------------------- |
| Individuales     |             |                                 |                   |                                     |                                       |                       |
| 1 de enero       | Brisbane    | Brisbane International          | Dura              | Elena Rybakina                      | Aryna Sabalenka                       | 6-0, 6-3              |
| 8 de enero       | Adelaida    | Adelaide International          | Dura              | Jelena Ostapenko                    | Daria Kasatkina                       | 6-3, 6-2              |
| 29 de enero      | Linz        | Linz Open                       | Dura (i)          | Jelena Ostapenko                    | Ekaterina Alexandrova                 | 6-2, 6-3              |
| 5 de febrero     | Abu Dabi    | Abu Dhabi Open                  | Dura              | Elena Rybakina                      | Daria Kasatkina                       | 6-1, 6-4              |
| 26 de febrero    | San Diego   | San Diego Open                  | Dura              | Katie Boulter                       | Marta Kostyuk                         | 5-7, 6-2, 6-2         |
| 1 de abril       | Charleston  | Volvo Car Open                  | Tierra batida (v) | Danielle Collins                    | Daria Kasatkina                       | 6-2, 6-1              |
| 15 de abril      | Stuttgart   | Porsche Tennis Grand Prix       | Tierra batida (i) | Elena Rybakina                      | Marta Kostyuk                         | 6-2, 6-2              |
| 20 de mayo       | Estrasburgo | Internationaux de Strasbourg    | Tierra batida     | Madison Keys                        | Danielle Collins                      | 6-1, 6-2              |
| 17 de junio      | Berlín      | Berlin Ladies Open              | Césped            | Jessica Pegula                      | Anna Kalinskaya                       | 6-7(0), 6-4, 7-6(3)   |
| 24 de junio      | Eastbourne  | Viking International Eastbourne | Césped            | Daria Kasatkina                     | Leylah Fernandez                      | 6-3, 6-4              |
| 24 de junio      | Bad Homburg | Bad Homburg Open                | Césped            | Diana Shnaider                      | Donna Vekić                           | 6-3, 2-6, 6-3         |
| 29 de julio      | Washington  | Mubadala Citi DC Open           | Dura              | Paula Badosa                        | Marie Bouzková                        | 6-1, 4-6, 6-4         |
| 19 de agosto     | Monterrey   | Monterrey Open                  | Dura              | Linda Nosková                       | Lulu Sun                              | 7-6(8-6), 6-4         |
| 9 de septiembre  | Guadalajara | Guadalajara Open                | Dura              | Magdalena Fręch                     | Olivia Gadecki                        | 7-6(7-5), 6-4         |
| 16 de septiembre | Seúl        | Korea Open                      | Dura              | Beatriz Haddad Maia                 | Daria Kasatkina                       | 1-6, 6-4, 6-1         |
| 14 de octubre    | Ningbo      | Ningbo Open                     | Dura              | Daria Kasatkina                     | Mirra Andreeva                        | 6-0, 4-6, 6-4         |
| 21 de octubre    | Tokio       | Pan Pacific Open                | Dura              | Zheng Qinwen                        | Sofia Kenin                           | 7-6(5), 6-3           |
| Dobles           |             |                                 |                   |                                     |                                       |                       |
| Semana del       | Torneo      | También conocido como           | Superficie        | Campeonas                           | Finalistas                            | Resultado             |
| 1 de enero       | Brisbane    | Brisbane International          | Dura              | Liudmila Kichenok Jeļena Ostapenko  | Greet Minnen Heather Watson           | 7-5, 6-2              |
| 8 de enero       | Adelaida 2  | Adelaide International          | Dura              | Beatriz Haddad Maia Taylor Townsend | Caroline Garcia Kristina Mladenovic   | 7-5, 6-3              |
| 29 de enero      | Linz        | Linz Open                       | Dura (i)          | Sara Errani Jasmine Paolini         | Nicole Melichar Ellen Perez           | 7-5, 4-6, [10-7]      |
| 5 de febrero     | Abu Dabi    | Abu Dhabi Open                  | Dura              | Sofia Kenin Bethanie Mattek-Sands   | Linda Nosková Heather Watson          | 6-4, 7-6(4)           |
| 26 de febrero    | San Diego   | San Diego Open                  | Dura              | Nicole Melichar Ellen Perez         | Desirae Krawczyk Jessica Pegula       | 6-1, 6-2              |
| 1 de abril       | Charleston  | Volvo Car Open                  | Tierra batida (v) | Ashlyn Krueger Sloane Stephens      | Liudmila Kichenok Nadiia Kichenok     | 1-6, 6-3, [10-7]      |
| 15 de abril      | Stuttgart   | Porsche Tennis Grand Prix       | Tierra batida (i) | Chan Hao-ching Veronika Kudermetova | Ulrikke Eikeri Ingrid Neel            | 4-6, 6-3, [10-2]      |
| 20 de mayo       | Estrasburgo | Internationaux de Strasbourg    | Tierra batida     | Cristina Bucșa Monica Niculescu     | Asia Muhammad Aldila Sutjiadi         | 3-6, 6-4, [10-6]      |
| 17 de junio      | Berlín      | Berlin Ladies Open              | Césped            | Wang Xinyu Zheng Saisai             | Chan Hao-ching Veronika Kudermetova   | 6-2, 7-5              |
| 24 de junio      | Eastbourne  | Viking International Eastbourne | Césped            | Liudmila Kichenok Jeļena Ostapenko  | Gabriela Dabrowski Erin Routliffe     | 5-7, 7-6(7-2), [10-8] |
| 24 de junio      | Bad Homburg | Bad Homburg Open                | Césped            | Nicole Melichar Ellen Perez         | Chan Hao-ching Veronika Kudermetova   | 4-6, 6-3, [10-8]      |
| 29 de julio      | Washington  | Mubadala Citi DC Open           | Dura              | Asia Muhammad Taylor Townsend       | Jiang Xinyu Wu Fang-hsien             | 7-6(7-0), 6-3         |
| 19 de agosto     | Monterrey   | Monterrey Open                  | Dura              | Guo Hanyu Monica Niculescu          | Giuliana Olmos Alexandra Panova       | 3-6, 6-3, [10-4]      |
| 9 de septiembre  | Guadalajara | Monterrey Open                  | Dura              | Anna Danilina Irina Khromacheva     | Oksana Kalashnikova Kamilla Rakhimova | 2-6, 7-5, [10-7]      |
| 16 de septiembre | Seúl        | Korea Open                      | Dura              | Nicole Melichar Liudmila Samsonova  | Miyu Kato Zhang Shuai}                | 6-1, 6-0              |
| 14 de octubre    | Ningbo      | Zhengzhou Open                  | Dura              | Demi Schuurs Yuan Yue               | Nicole Melichar Ellen Perez           | 6-3, 6-3              |
| 21 de octubre    | Tokio       | Pan Pacific Open                | Dura              | Shuko Aoyama Eri Hozumi             | Ena Shibahara Laura Siegemund         | 6-4, 7-6(3)           |

## Torneos de Grand Slam
Este año representó la primera vez desde 2002, que ningún integrante del llamado Big Four, ganara algún torneo de Grand Slam, tras las victorias de Carlos Alcaraz en Roland Garros y Wimbledon y de Jannik Sinner en Australia y Estados Unidos

### Abierto de Australia
| Categoría            | Campeones                   | Finalistas                         | Resultado en la final   |
| Individual masculino | Jannik Sinner               | Daniil Medvédev                    | 3-6, 3-6, 6-4, 6-4, 6-3 |
| Individual femenino  | Aryna Sabalenka             | Qinwen Zheng                       | 6-3, 6-2                |
| Dobles masculino     | Rohan Bopanna Matthew Ebden | Simone Bolelli Andrea Vavassori    | 7-6(0), 7-5             |
| Dobles femenino      | Su-Wei Hsieh Elise Mertens  | Lyudmyla Kichenok Jeļena Ostapenko | 6-1, 7-5                |
| Dobles mixtos        | Su-Wei Hsieh Jan Zieliński  | Desirae Krawczyk Neal Skupski      | 6-7(5), 6-4, [11-9]     |

### Roland Garros
| Categoría            | Campeones                              | Finalistas                      | Resultado en la final   |
| Individual masculino | Carlos Alcaraz                         | Alexander Zverev                | 6-3, 2-6, 5-7, 6-1, 6-2 |
| Individual femenino  | Iga Świątek                            | Jasmine Paolini                 | 6-2, 6-1                |
| Dobles masculino     | Marcelo Arévalo Mate Pavić             | Simone Bolelli Andrea Vavassori | 7-5, 6-3                |
| Dobles femenino      | Coco Gauff Kateřina Siniaková          | Sara Errani Jasmine Paolini     | 7-6(5), 6-3             |
| Dobles mixtos        | Laura Siegemund Édouard Roger-Vasselin | Desirae Krawczyk Neal Skupski   | 6-4, 7-5                |

### Wimbledon
| Categoría            | Campeones                          | Finalistas                        | Resultado en la final |
| Individual masculino | Carlos Alcaraz                     | Novak Djokovic                    | 6-2, 6-2, 7-6(7-4)    |
| Individual femenino  | Barbora Krejčíková                 | Jasmine Paolini                   | 6-2, 2-6, 6-4         |
| Dobles masculino     | Harri Heliövaara Henry Patten      | Max Purcell Jordan Thompson       | 7-6(7-5), 7-6(7-1)    |
| Dobles femenino      | Kateřina Siniaková Taylor Townsend | Gabriela Dabrowski Erin Routliffe | 7-6(7-5), 7-6(7-1)    |
| Dobles mixtos        | Su-Wei Hsieh Jan Zieliński         | Giuliana Olmos Santiago González  | 6-4, 6-2              |

### Abierto de los Estados Unidos
| Categoría            | Campeones                          | Finalistas                      | Resultado en la final |
| Individual masculino | Jannik Sinner                      | Taylor Fritz                    | 6-3, 6-4, 7-5         |
| Individual femenino  | Aryna Sabalenka                    | Jessica Pegula                  | 7-5, 7-5              |
| Dobles masculino     | Max Purcell Jordan Thompson        | Kevin Krawietz Tim Puetz        | 6-4, 7-6(7-4)         |
| Dobles femenino      | Lyudmyla Kichenok Jeļena Ostapenko | Kristina Mladenovic Shuai Zhang | 6-4, 6-3              |
| Dobles mixtos        | Sara Errani Andrea Vavassori       | Taylor Townsend Donald Young    | 7-6(7-0), 7-5         |

## Eventos por equipos

### Juegos Olímpicos
| Medallistas Olímpicos                             | Medallistas Olímpicos                                             | Medallistas Olímpicos                              |
| ------------------------------------------------- | ----------------------------------------------------------------- | -------------------------------------------------- |
|                                                   |                                                                   |                                                    |
| Plata                                             | Oro                                                               | Bronce                                             |
| Carlos Alcaraz logra su primera medalla olímpica. | Novak Djokovic logra su segunda medalla olímpica. Primera de oro. | Lorenzo Musetti logra su primera medalla olímpica. |

| Medallistas Olímpicos                     | Medallistas Olímpicos                | Medallistas Olímpicos                  |
| ----------------------------------------- | ------------------------------------ | -------------------------------------- |
|                                           |                                      |                                        |
| Plata                                     | Oro                                  | Bronce                                 |
| Donna Vekić consigue la medalla de plata. | Zheng Qinwen gana la medalla de oro. | Iga Świątek gana la medalla de bronce. |

### United Cup
La United Cup 2024 es la edición N.º 2 del torneo de tenis mixto.
|  | Cuartos de final      | Cuartos de final      | Cuartos de final      |          |           | Semifinales | Semifinales | Semifinales |  |         | Final      | Final      | Final      |  |
|  | 3 hasta el 5 de enero | 3 hasta el 5 de enero | 3 hasta el 5 de enero |          |           | 6 de enero  | 6 de enero  | 6 de enero  |  |         | 7 de enero | 7 de enero | 7 de enero |  |
|  |                       |                       |                       |          |           |             |             |             |  |         |            |            |            |  |
|  |                       |                       |                       |          |           |             |             |             |  |         |            |            |            |  |
|  | 1.ºA                  | Polonia               | 3                     |          |           |             |             |             |  |         |            |            |            |  |
|  | 1.ºA                  | Polonia               | 3                     |          |           |             |             |             |  |         |            |            |            |  |
|  | 2°P                   | China                 | 0                     |          |           |             |             |             |  |         |            |            |            |  |
|  | 2°P                   | China                 | 0                     |          | Polonia   | Polonia     | 3           |             |  |         |            |            |            |  |
|  |                       |                       |                       |          | Polonia   | Polonia     | 3           |             |  |         |            |            |            |  |
|  |                       |                       | Francia               | Francia  | 0         |             |             |             |  |         |            |            |            |  |
|  | 1.ºD                  | Francia               | Francia               | Francia  | 0         | 2           |             |             |  |         |            |            |            |  |
|  | 1.ºD                  | Francia               |                       |          |           |             |             |             |  |         |            |            |            |  |
|  | 1.ºF                  | Noruega               | 1                     |          |           |             |             |             |  |         |            |            |            |  |
|  | 1.ºF                  | Noruega               | 1                     |          |           |             |             |             |  | Polonia | Polonia    | 1          |            |  |
|  |                       |                       |                       |          |           |             |             |             |  | Polonia | Polonia    | 1          |            |  |
|  |                       |                       | Alemania              | Alemania | 2         |             |             |             |  |         |            |            |            |  |
|  | 1.ºC                  | Australia             | Alemania              | Alemania | 2         | 3           |             |             |  |         |            |            |            |  |
|  | 1.ºC                  | Australia             |                       |          |           |             |             |             |  |         |            |            |            |  |
|  | 1.ºE                  | Serbia                | 0                     |          |           |             |             |             |  |         |            |            |            |  |
|  | 1.ºE                  | Serbia                | 0                     |          | Australia | Australia   | 1           |             |  |         |            |            |            |  |
|  |                       |                       |                       |          | Australia | Australia   | 1           |             |  |         |            |            |            |  |
|  |                       |                       | Alemania              | Alemania | 2         |             |             |             |  |         |            |            |            |  |
|  | 1.ºB                  | Grecia                | Alemania              | Alemania | 2         | 1           |             |             |  |         |            |            |            |  |
|  | 1.ºB                  | Grecia                |                       |          |           |             |             |             |  |         |            |            |            |  |
|  | 2.ºS                  | Alemania              | 2                     |          |           |             |             |             |  |         |            |            |            |  |
|  | 2.ºS                  | Alemania              | 2                     |          |           |             |             |             |  |         |            |            |            |  |
|  |                       |                       |                       |          |           |             |             |             |  |         |            |            |            |  |

### Laver Cup
La Laver Cup fue la edición N.°6, es un torneo por equipos se jugó entre 20 y 22 de septiembre de 2024. Dos equipos compitieron por el título, con dos grupos de 6 integrantes, cada jornada constaba de 3 partidos de individuales y uno de dobles.
Cada partido dará puntos. Un punto en el día 1, dos puntos en el día 2 y tres puntos en el día 3.
| Día | Fecha            | Tipo de partido | Europa                          | Resultado             | Resto del mundo              | Puntos por equipos | Resultado después del partido |
| 1   | 20 de septiembre | Individual      | Casper Ruud                     | 4-6, 4-6              | Francisco Cerúndolo          | 1                  | 0-1                           |
| 1   | 20 de septiembre | Individual      | Stefanos Tsitsipas              | 6-1, 6-4              | Thanasi Kokkinakis           | 1                  | 1-1                           |
| 1   | 20 de septiembre | Individual      | Grigor Dimitrov                 | 7-6(7-4), 7-6(7-2)    | Alejandro Tabilo             | 1                  | 2-1                           |
| 1   | 20 de septiembre | Dobles          | Carlos Alcaraz Alexander Zverev | 6-7(5-7), 4-6         | Taylor Fritz Ben Shelton     | 1                  | 2-2                           |
| 2   | 21 de septiembre | Individual      | Daniil Medvédev                 | 6-3, 4-6, [5-10]      | Frances Tiafoe               | 2                  | 2-4                           |
| 2   | 21 de septiembre | Individual      | Carlos Alcaraz                  | 6-4, 6-4              | Ben Shelton                  | 2                  | 4-4                           |
| 2   | 21 de septiembre | Individual      | Alexander Zverev                | 4-6, 5-7              | Taylor Fritz                 | 2                  | 4-6                           |
| 2   | 21 de septiembre | Dobles          | Casper Ruud Stefanos Tsitsipas  | 1-6, 2-6              | Ben Shelton Alejandro Tabilo | 2                  | 4-8                           |
| 3   | 22 de septiembre | Dobles          | Carlos Alcaraz Casper Ruud      | 6-2, 7-6(8-6)         | Ben Shelton Frances Tiafoe   | 3                  | 7-8                           |
| 3   | 22 de septiembre | Individual      | Daniil Medvédev                 | 7-6(8-6), 5-7, [7-10] | Ben Shelton                  | 3                  | 7-11                          |
| 3   | 22 de septiembre | Individual      | Alexander Zverev                | 6-7(5-7), 7-5, [10-5] | Frances Tiafoe               | 3                  | 10-11                         |
| 3   | 22 de septiembre | Individual      | Carlos Alcaraz                  | 6-2, 7-5              | Taylor Fritz                 | 3                  | 13-11                         |

|               |
| Campeones     |
| Europa        |
| Quinto título |

### Copa Billie Jean King
La Copa Billie Jean King 2024 es la edición N.°61 del torneo de selecciones nacionales femeninas de tenis más importante del Mundo.
|  | Primera ronda         | Primera ronda         | Primera ronda         |                 |              | Cuartos de final     | Cuartos de final     | Cuartos de final     |  |  | Semifinales | Semifinales | Semifinales |  |  | Final | Final | Final |
|  | 13 al 15 de noviembre | 13 al 15 de noviembre | 13 al 15 de noviembre |                 |              | 16 y 17 de noviembre | 16 y 17 de noviembre | 16 y 17 de noviembre |  |  |             |             |             |  |  |       |       |       |
|  |                       |                       |                       |                 |              |                      |                      |                      |  |  |             |             |             |  |  |       |       |       |
|  |                       |                       |                       |                 |              |                      |                      |                      |  |  |             |             |             |  |  |       |       |       |
|  |                       |                       |                       |                 |              |                      |                      |                      |  |  |             |             |             |  |  |       |       |       |
|  |                       |                       |                       |                 |              |                      |                      |                      |  |  |             |             |             |  |  |       |       |       |
|  |                       |                       |                       |                 |              |                      |                      |                      |  |  |             |             |             |  |  |       |       |       |
|  |                       | Alemania              | 0                     |                 |              |                      |                      |                      |  |  |             |             |             |  |  |       |       |       |
|  | 1                     | Alemania              | 0                     | Canadá          | 0            |                      |                      |                      |  |  |             |             |             |  |  |       |       |       |
|  | 1                     |                       | Gran Bretaña          | Canadá          | 0            | 2                    |                      |                      |  |  |             |             |             |  |  |       |       |       |
|  |                       | Gran Bretaña          | Gran Bretaña          | 2               |              | 2                    |                      |                      |  |  |             |             |             |  |  |       |       |       |
|  |                       |                       |                       | 2               |              |                      |                      |                      |  |  |             |             |             |  |  |       |       |       |
|  |                       |                       |                       |                 |              |                      |                      |                      |  |  |             |             |             |  |  |       |       |       |
|  |                       |                       |                       |                 | Gran Bretaña | 1                    |                      |                      |  |  |             |             |             |  |  |       |       |       |
|  |                       |                       |                       |                 | Gran Bretaña | 1                    |                      |                      |  |  |             |             |             |  |  |       |       |       |
|  |                       |                       | Eslovaquia            | 2               |              |                      |                      |                      |  |  |             |             |             |  |  |       |       |       |
|  |                       |                       | Eslovaquia            | 2               |              |                      |                      |                      |  |  |             |             |             |  |  |       |       |       |
|  |                       | Eslovaquia            | 2                     |                 |              |                      |                      |                      |  |  |             |             |             |  |  |       |       |       |
|  | 4                     | Eslovaquia            | 2                     | Australia       | 0            |                      |                      |                      |  |  |             |             |             |  |  |       |       |       |
|  | 4                     |                       | Estados Unidos        | Australia       | 0            | 1                    |                      |                      |  |  |             |             |             |  |  |       |       |       |
|  |                       | Eslovaquia            | Estados Unidos        | 2               |              | 1                    |                      |                      |  |  |             |             |             |  |  |       |       |       |
|  |                       |                       |                       | 2               |              |                      |                      |                      |  |  |             |             |             |  |  |       |       |       |
|  |                       |                       |                       |                 |              |                      |                      |                      |  |  |             |             |             |  |  |       |       |       |
|  |                       |                       |                       |                 | Eslovaquia   | 0                    |                      |                      |  |  |             |             |             |  |  |       |       |       |
|  |                       |                       |                       |                 | Eslovaquia   | 0                    |                      |                      |  |  |             |             |             |  |  |       |       |       |
|  |                       | 3                     | Italia                | 2               |              |                      |                      |                      |  |  |             |             |             |  |  |       |       |       |
|  |                       | 3                     | Italia                | 2               |              |                      |                      |                      |  |  |             |             |             |  |  |       |       |       |
|  |                       | España                | 0                     |                 |              |                      |                      |                      |  |  |             |             |             |  |  |       |       |       |
|  | 2                     | España                | 0                     | República Checa | 1            |                      |                      |                      |  |  |             |             |             |  |  |       |       |       |
|  | 2                     |                       | Polonia               | República Checa | 1            | 2                    |                      |                      |  |  |             |             |             |  |  |       |       |       |
|  |                       | Polonia               | Polonia               | 2               |              | 2                    |                      |                      |  |  |             |             |             |  |  |       |       |       |
|  |                       |                       |                       | 2               |              |                      |                      |                      |  |  |             |             |             |  |  |       |       |       |
|  |                       |                       |                       |                 |              |                      |                      |                      |  |  |             |             |             |  |  |       |       |       |
|  |                       |                       |                       |                 | Polonia      | 1                    |                      |                      |  |  |             |             |             |  |  |       |       |       |
|  |                       |                       |                       |                 | Polonia      | 1                    |                      |                      |  |  |             |             |             |  |  |       |       |       |
|  |                       | 3                     | Italia                | 2               |              |                      |                      |                      |  |  |             |             |             |  |  |       |       |       |
|  |                       | 3                     | Italia                | 2               |              |                      |                      |                      |  |  |             |             |             |  |  |       |       |       |
|  |                       | Japón                 | 2                     |                 |              |                      |                      |                      |  |  |             |             |             |  |  |       |       |       |
|  | 3                     | Japón                 | 2                     | Italia          | 2            |                      |                      |                      |  |  |             |             |             |  |  |       |       |       |
|  | 3                     |                       | Rumanía               | Italia          | 2            | 1                    |                      |                      |  |  |             |             |             |  |  |       |       |       |
|  |                       | Japón                 | Rumanía               | 1               |              | 1                    |                      |                      |  |  |             |             |             |  |  |       |       |       |
|  |                       |                       |                       | 1               |              |                      |                      |                      |  |  |             |             |             |  |  |       |       |       |

### Copa Davis
La Copa Davis 2024 es la edición N.º 112 del torneo de selecciones nacionales masculinas de tenis más importante del mundo.

### Resultado final
| United Cup 2024 | Laver Cup 2024 | Copa Billie Jean King 2024 | Copa Davis 2024 |
| Alemania        | Europa         | Italia                     | Italia          |

## Retiros
- Dustin Brown
- Ryan Harrison
- Wesley Koolhof
- John Millman
- Artem Sitak
- Federico Delbonis
- Ernests Gulbis
- Ivo Karlović [3]
- Steve Johnson[4]
- João Sousa [5]
- Dominic Thiem[6]
- Andy Murray[7]
- Filip Krajinović[8]
- Pablo Cuevas[9]
- Rafael Nadal[10]
- Lukáš Rosol[11]

- Alexandra Cadanțu
- Danielle Collins
- Alizé Cornet
- Camila Giorgi
- Alexa Glatch
- Alexa Guarachi
- Han Na-lae
- Angelique Kerber
- Vera Lapko
- Garbiñe Muguruza
- Raluca Olaru
- Lesley Kerkhove
- Alison Van Uytvanck
- Natalia Vikhlyantseva